# トーヨーカネツ
トーヨーカネツ株式会社（英: TOYO KANETSU K.K.） は東京都江東区にある会社。社会インフラ基盤となるLNG、LPG、原油などの備蓄用タンクを主に製造する。

## 沿革
- 1941年5月16日 東洋火熱工業を設立
- 1959年10月 株式を店頭公開 (現・ジャスダック)
- 1961年10月 東京証券取引所第2部上場
- 1969年 社名をトーヨーカネツに変更
- 1970年 東京・大阪・名古屋各証券取引所第1部銘柄に指定替え(後に大阪・名古屋各証券取引所は上場廃止)
- 1971年 千葉工場を竣工
- 2000年1月 - トーヨーコーケンにコンベヤ事業を譲渡。
- 2003年 物流システム事業をトーヨーカネツソリューションズ株式会社に分社
- 2016年11月 本社移転
- 2018年4月　アスベスト調査を主力事業とする環境リサーチ株式会社を子会社化
- 2019年4月 トーヨーカネツソリューションズ株式会社を吸収合併

## 会社概要
1941年5月16日に東洋火熱工業として創業。当初は工業窯炉の製造・販売を柱としていた。太平洋戦争後の1950年に溶接技術を応用してあらゆるタンクの製造を開始した。原油貯蔵タンク、LNG極低温貯蔵タンク、LPG低温貯蔵タンク、高圧球形タンクなど、各種タンクを世界の石油・天然ガス産出国、消費国に5,700基以上建設。なかでもLNG極低温貯蔵タンクは世界2位の製造シェアである。原油タンクは18万KL、天然ガスタンクは18.8万KLの世界最大のものを建設している。平成期に入ってからは住宅事業も併営しタンク製造の技術を応用した工法・材料を用いている。物流システム事業は、2003年から2019年3月までは子会社のトーヨーカネツソリューションズで行っていた。こちらは物流システムの企画、設計、製作、施工、販売、及びメンテナンスを主営業としている。下記のようなシステムを国内を中心に各地に納品。（配送センターシステム、生産ラインシステム、空港手荷物搬送システム、郵便物仕分けシステム、トラックターミナルシステム、食品流通加工センターシステム、食品生産工場システム、アパレルシステム）

## 事業所
- 和歌山工場 〒649-0314 和歌山県有田市野457
- 千葉事業所 〒292-0835 千葉県木更津市築地2

## 関連会社
- トーヨーコーケン
- トーヨーカネツビルテック
- トーヨーサービスシステム
- 環境リサーチ株式会社
- 環境計測株式会社
- TKKプラントエンジ株式会社
- 株式会社スクラムソフトウェア
- P.T. TOYO KANETSU INDONESIA
- TOYO KANETSU (MALAYSIA) SDN. BHD.